# 찻차이 춘하완
찻차이 춘하완(태국어: ชาติชาย ชุณหะวัณ, 1920년 4월 5일~1998년 5월 6일)은 태국의 군인, 외교관, 정치인이었다. 1986년부터 1991년까지 국민당의 당수였으며 1988년 8월부터 1991년 2월 쿠데타 때까지 총리를 지냈다.

## 군사 경력
1951년 찻차이의 아버지와 그의 처남 파오 시야논이 이끄는 군부는 "침묵한 쿠데타"로 사실상 태국에서 권력을 장악했다. 그들은 정치적 영향력을 행사하여 경제 분야까지 활동 영역을 넓혔다. 찻차이는 6.25 전쟁에 제1기병대장으로 참전했다. 그리고 나서, 그는 태국 육군 기갑 학교의 교장과 지휘관이 되었다.

## 정치 경력

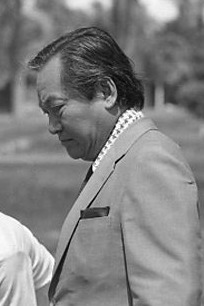
찻차이 춘하완 (1974년)

찻차이는 타놈 끼띠카쫀 정부에서 1972년 외무부 차관으로 임명되었다. 1972년 12월 팔레스타인의 검은 9월단의 테러리스트 특공대에 의해 이스라엘 대사관에서 인질극이 일어났을 때, 그와 농무부 장관 타위 준라삽은 테러리스트들과 협상했다. 이스라엘 외교관들의 석방을 조건으로 그들은 자신들을 보증인으로 빌려주었고, 테러리스트들이 이집트 카이로로 자유 비행을 할 때 동행했다. 찻차이는 1973년 민주항쟁 이후에도 산야 탐마삭 임시내각에서 외무차관을 지냈다. 1973년 12월, 태국이 공식적으로 중화인민공화국과 외교관계를 수립하기 1년 반 전, 찻차이와 당시 국방부 장관이었던 타위는 태국 정부 관리로는 처음으로 베이징을 방문했다. 그곳에서 그들은 "우호 가격"에 경유 5만 톤을 공급하는 계약을 협상했고 양국 간 무역 장벽을 제거하기로 약속했다.

## 사생활
찻차이는 시가, 고급 와인, 할리데이비슨 오토바이를 좋아하는 것으로 알려져 있다. 노년이 되어서도 그는 여러 가지 스포츠를 연습했고 파티와 나이트클럽을 방문했으며 플레이보이라는 평판을 얻었다.

## 사망
1998년 5월 6일 찻차이는 78세의 나이로 런던의 한 병원에서 간암으로 사망했다.